# Onthophagus obscurior
Onthophagus obscurior är en skalbaggsart som beskrevs av Antoine Boucomont 1914. Onthophagus obscurior ingår i släktet Onthophagus och familjen bladhorningar. Inga underarter finns listade i Catalogue of Life.